# Park Bo-young
Park Bo-young  (hangul: 박보영; hanja: 朴寶英; rr: Bak Bo-yeong; MR: Pak Poyŏng; nascida em 12 de fevereiro de 1990) é uma atriz sul-coreana. Ela é mais conhecida por seus papéis principais nos filmes Scandal Makers (2008), A Werewolf Boy (2012) e On Your Wedding Day (2018), e na televisão por estrelar Oh My Ghostess (2015), Strong Woman Do Bong-soon (2017), Abyss (2019), Doom at Your Service (2021) e Daily Dose of Sunshine (2023).

## Início da vida e educação
Park Bo-young nasceu em Jeungpyeong, província de Chungcheong do Norte. Ela é a segunda de três filhas. Filha de Park Wan-soo e Choi Jeong-ok. Seu pai serviu como um soldado por 34 anos nas Forças Especiais. Ela se formou na Jeungpyeong Elementary School, Jeungpyeong Girls 'Middle School, Daeseong Girls' Commercial High School e no Departamento de Artes Cênicas da Universidade Dankook, com especialização em Teatro e Cinema.

## Carreira

### 2006: Início
Antes de sua estreia oficial como atriz em 2006, Park apareceu em um curta-metragem intitulado Equal em 2005, quando estava no ensino médio. O curta-metragem ganhou o prêmio Challenging Reality (현실도전상) no 7º Festival Internacional de Cinema Juvenil de Seul (SIYFF 2005). Ela apareceu pela primeira vez na televisão com um anúncio público da Korea Hydro & Nuclear Power quando também ainda frequentava o ensino médio.

### 2006–2010: Estreia, estrelato e hiato
Park fez sua estreia oficial como atriz na série escolar de 2006, Secret Campus, ao lado do também novato Lee Min-ho. Entre outros projetos notáveis durante seu início de carreira estão o épico histórico The King and I e o drama adolescente vencedor do prêmio Peabody, Jungle Fish, juntamente com o ator Kim Soo-hyun, baseado em uma história real que retrata as pressões exercidas sobre os alunos para alcançar e obter a tão sonhada admissão em faculdades e universidades de prestígio.
Park ganhou fama depois de estrelar ao lado de Cha Tae-hyun na comédia Scandal Makers, que recebeu 8,3 milhões de espectadores em sua época de lançamento, vindo a se tornar o filme número em bilheteria de 2008 e um dos maiores sucessos do cinema coreano. A Variety descreveu Park como "excelente" em seu papel de mãe adolescente corajosa, o seu tão elogiado desempenho conquistou o prêmio de Melhor Atriz Revelação em 2009. Ela também foi apelidada de "Irmãzinha da Nação" por causa de seu sucesso. Ainda em 2009, ela estrelou um curta-metragem dirigido por Lee Hyun-seung, com a temática de direitos humanos, If You Were Me 4.
No entanto, em 2010, ela se envolveu em uma série de disputas legais com sua então agência de talentos e uma produtora de filmes, fazendo com que a atriz ficasse envolvida em ações judiciais e impossibilitada de trabalhar nos próximos anos.

### 2011–2014: Retorno ao cinema e sucesso nacional

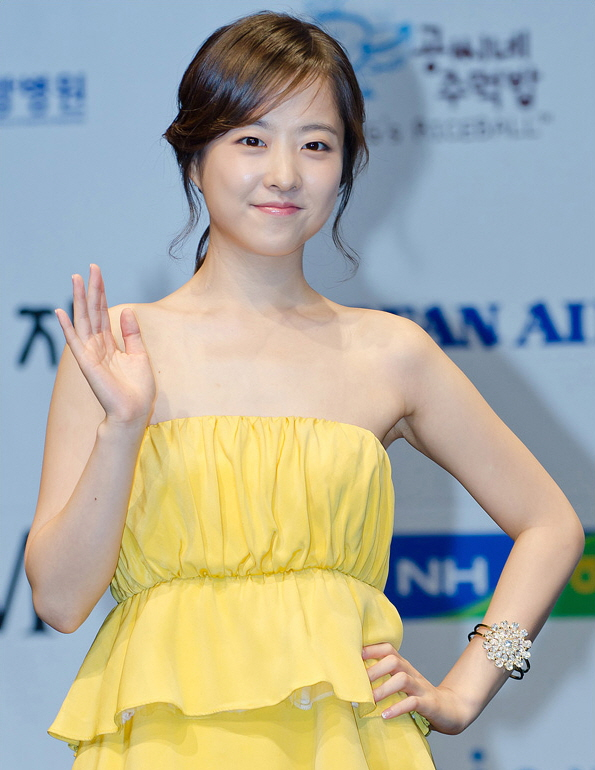
Park em 2011

Depois que ela foi designada embaixadora (chamada de "PiFan Lady") para o Festival Internacional de Cinema Fantástico de Puchon de 2011, Park finalmente retornou de seu afastamento de quatro anos dos holofotes ao ser a atração principal do thriller de terror de 2012, Don't Click. Mais tarde naquele ano, ela estrelou ao lado de Song Joong-ki no filme de romance de fantasia A Werewolf Boy, que recebeu 7 milhões de pessoas e se tornou um dos melodramas coreanos de maior sucesso de todos os tempos. A música que sua personagem canta no filme, "My Prince", foi lançada como single digital e incluída na trilha sonora do filme.
Em 2013, Park se juntou ao elenco de apresentadores de Law of the Jungle, um programa, comandado pelo comediante Kim Byung-man e que tem a participações de várias celebridades, onde são exibidas técnicas de exploração e sobrevivência na natureza selvagem da Nova Zelândia.
Diferentemente de seus personagens anteriores, doces e inocentes, Park interpretou a líder durona e desbocada de sua gangue do ensino médio em Hot Young Bloods (2014), uma comédia romântica adolescente ambientada na década de 1980. Park, que nasceu na província de Chungcheong do Norte, disse que se divertia falando palavrões no dialeto do sul, embora achasse difícil dominá-lo, sendo uma mistura dos dialetos Jeolla e Chungcheong.

### 2015–2019: Volta à televisão e sucesso contínuo

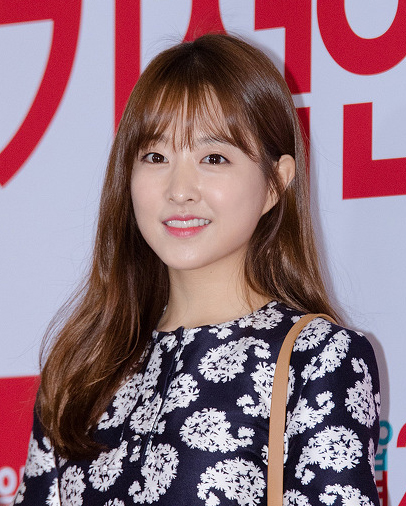
Park em 2016

Em 2015, ela foi protagonista do filme The Silenced, um thriller de mistério, ambientado em um internato para meninas durante a ocupação japonesa. Isto foi seguido por sua atuação em Oh My Ghost, a primeira série de televisão de Park em sete anos, onde ela interpretou dois papéis simultaneamente. Seu salário de ₩30 milhões (US$ 27.000) por episódio fez dela a atriz mais bem paga a aparecer no canal a cabo tvN. A série foi um sucesso comercial e de crítica, e rendeu o prêmio de Melhor Atriz a Park no APAN Star Awards de 2015. Ela também foi apelidada de "rainha da comédia romântica" pela imprensa coreana.
Em seguida, Park interpretou uma mulher egoísta e o interesse amoroso de um mutante na comédia negra Collective Invention, e uma repórter que cobre notícias do mundo do entretenimento na comédia de trabalho, You Call It Passion.
Em junho de 2016, Park foi escalada para o papel-título na série Strong Girl Bong-soon da JTBC, lançada em fevereiro de 2017, onde interpretou uma personagem com força sobre-humana. A série se tornou um dos dramas coreanos de maior audiência na história da televisão a cabo.
Em setembro de 2017, Park começou a filmar o filme de romance On Your Wedding Day, que foi exibido nos cinemas sul-coreanos em agosto de 2018. Ela trabalhou junto com Kim Young-kwang, com quem atuou anteriormente no filme Hot Young Bloods de 2014. O filme foi um sucesso de bilheteria e recebeu críticas positivas.
Park estrelou a série Abyss da tvN, que foi transmitida em maio de 2019, onde interpretou uma bela promotora de justiça que se transforma em uma garota de aparência simples após ser revivida por um orbe misterioso.
Ela encerrou o contrato com sua agência de dez anos, a Fides Spatium, em dezembro de 2019. Dois meses depois, ela assinou um contrato exclusivo com a BH Entertainment.

### 2020–presente: Projetos atuais
Em dezembro de 2020, Park foi escalada para a série de romance de fantasia Doom at Your Service ao lado de Seo In-guk, que estreou em 10 de maio de 2021, na tvN. Em abril de 2021, ela também começou a filmar o thriller de desastre de Um Tae-hwa, Concrete Utopia, ao lado de Lee Byung-hun e Park Seo-joon. Foi lançado nos cinemas em 9 de agosto de 2023.
Ela também estrelou a série Daily Dose of Sunshine, produção original da Netflix, lançada em 3 de novembro de 2023.

## Outras atividades

### Filantropia
Park Bo-young participou de diversas causas de caridade; como atuando como voluntária para a campanha "Love, One More' da ChildFund Korea—Green Umbrella Children's Foundation em 2014 e o projeto Sandol Green Umbrella Handwriting em 2017.

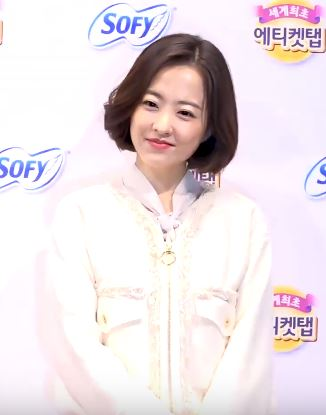
Park na campanha "Share Pad" da Sofy Bodyfit, em 2019

Park participou da campanha "Share Pad" da marca de absorventes higiênicos Sofy Bodyfit, da LG Unicharm, e forneceu absorventes para meninas de famílias monoparentais de baixa renda entre 2016 a 2019. Em maio de 2017 e abril de 2019, como parte da campanha de doar um total de 1,1 milhão de absorventes higiênicos à Associação Coreana de Bem-Estar da Mulher, ela realizou eventos onde concedia autógrafos a quem tivesse doado alguma quantia.
Em 15 de abril de 2017, Park realizou uma sessão de autógrafos em Seul para apoiar um orfanato no Camboja. A sessão foi organizada pela Think Nature, marca de cosméticos que ela colaborava na época. Todos os lucros do evento foram doados para apoiar crianças cambojanas.
Em fevereiro de 2020, ela doou 50 milhões de won para ajudar na luta contra a COVID-19 durante um surto em massa na Coreia. Em agosto, ela doou 20 milhões de won para apoiar a ajuda às vítimas das enchentes por meio da Hope Bridge Disaster Relief Association. Ela também foi uma das celebridades que participou do leilão de caridade "WeAja Flea Market 2020".
Em fevereiro de 2021, em comemoração ao seu aniversário, ela doou 30 milhões de won para a ONG Good Neighbors para fornecer itens de higiene pessoal à meninas de famílias de baixa renda. Em julho, ela doou 100.000 máscaras faciais ao Corpo de Bombeiros da Província de Gyeongsang do Norte por meio da Hope Bridge Disaster Relief Association.
Em fevereiro de 2022, como forma de comemorar seu aniversário, Park doou 50 milhões de won à ONG G-Foundation para financiar kits com produtos de higiense para meninas de famílias de baixa renda. Em março, ela doou 50 milhões de won à Hope Bridge Disaster Relief Association para ajudar os moradores afetados pelos incêndios florestais nos municípios de Uljin, Gyeongbuk, Samcheok, Gangneung, Donghae e Yeongwol. Por consequência de suas doações, Park tornou-se membro do principal clube de doadores da Hope Bridge Disaster Relief Association, chamado "Hope Bridge Honors Club", em abril de 2022.
Em fevereiro de 2023, Park doou 30 milhões de won, por meio da Hope Bridge Korea Disaster Relief Association, para fornecer ajuda financeira às vítimas dos terremotos da Turquia e Síria de 2023.

### Embaixadora

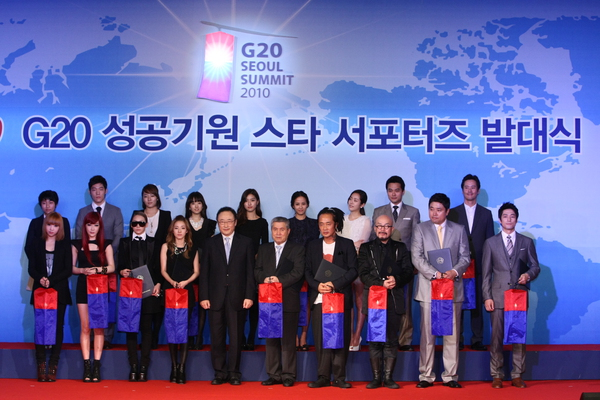
A atriz Park Bo-young (segunda fileira, quarta da esquerda para direita) foi umas das celebridades participantes da Cúpula do G20 em 2010

| Ano  | Organização/evento                                                     | Notas                            | Ref.          |
| ---- | ---------------------------------------------------------------------- | -------------------------------- | ------------- |
| 2009 | Ministério de Estratégia e Finanças, Comissão de Loteria               | Embaixadora promocional          | [ 77 ] [ 78 ] |
| 2009 | Good Downloader                                                        | Celebridade apoiadora            | [ 79 ]        |
| 2010 | Reunião da Cúpula do G20 em Seul                                       | Celebridade apoiadora            | [ 80 ]        |
| 2011 | 15º Festival Internacional de Cinema Fantástico de Puchon (PiFan)      | Embaixadora promocional          | [ 81 ] [ 82 ] |
| 2012 | Internet Newspaper "Campus Today"                                      | Repórter honorária               | [ 83 ]        |
| 2013 | EcoMobility World Festival: Suwon                                      | Embaixadora internacional        | [ 84 ]        |
| 2013 | Agência de Cooperação Internacional da Coreia (KOICA)                  | Embaixadora                      | [ 85 ]        |
| 2014 | Workshop de CJ CGV Toto no Vietnã                                      | Embaixadora honorária            | [ 86 ]        |
| 2014 | Hospital da Polícia Nacional da Coreia                                 | Embaixadora honorária            | [ 87 ]        |
| 2015 | Workshop de CJ CGV Toto na Indonésia                                   | Embaixadora honorária            | [ 88 ]        |
| 2015 | Guia de Viagem Integrado do Serviço de Alfândega da Coreia "Tour Pass" | Embaixadora                      | [ 89 ]        |
| 2020 | 16º Festival Internacional de Música e Cinema de Jecheon               | Embaixadora honorária            | [ 90 ]        |
| 2022 | Condado de Jeungpyeong                                                 | Embaixadora de relações públicas | [ 91 ]        |

## Vida pessoal
Em 26 de abril de 2021, ela abriu sua primeira conta em uma rede social em 15 anos desde sua estreia. Sua primeira postagem no Instagram recebeu 165.000 curtidas 17 horas após o envio.

### Saúde
Os ligamentos do tornozelo de Park foram rompidos durante um treino antes do início das filmagens para a série de TV Strong Woman Do Bong-soon. Em abril de 2017, o hospital a aconselhou a usar gesso, mas ela teve que usar fita no tornozelo e começou a fisioterapia, devido às filmagens em andamento. Dois meses depois de encerrar a série, ela passou por uma pequena cirurgia de vinte minutos. Em 6 de setembro, sua agência afirmou que a atriz estava nos estágios finais de reabilitação e iria começar a filmar On Your Wedding Day no final daquele mês.
Em novembro de 2019, Park anunciou um hiato temporário para se recuperar de uma lesão no braço. Ela também foi submetida a uma cirurgia para remover uma cicatriz em seu braço.

## Discografia

### Trilha sonora
| Ano                                                                                       | Título                             | Posição | Vendas (Download digital) | Álbum                          |
| Ano                                                                                       | Título                             | KOR     | Vendas (Download digital) | Álbum                          |
| ----------------------------------------------------------------------------------------- | ---------------------------------- | ------- | ------------------------- | ------------------------------ |
| 2008                                                                                      | "자유시대"                         | —       |                           | Scandal Makers OST             |
| 2012                                                                                      | "My Prince" (나의 왕자님)          | 7       | - KOR: 516,043+           | A Werewolf Boy OST             |
| 2014                                                                                      | "피끓는 청춘"                      | —       |                           | Hot Young Bloods OST           |
| 2015                                                                                      | "Leave" (떠난다)                   | 55      | - KOR: 85,683+            | Oh My Ghost OST                |
| 2018                                                                                      | "Listen to Me" (내 얘기 좀 들어봐) | —       |                           | On Your Wedding Day OST Part 1 |
| "—" indica lançamentos que não entraram nas paradas ou não foram lançados naquela região. |                                    |         |                           |                                |

### Como artista participante
| Ano  | Título                                  | Posição | Vendas (Download digital) | Álbum          |
| Ano  | Título                                  | KOR     | Vendas (Download digital) | Álbum          |
| ---- | --------------------------------------- | ------- | ------------------------- | -------------- |
| 2013 | "It's Over" (Speed feat. Park Bo-young) | 43      | - KOR: 117,607+           | Superior Speed |

## Filmografia

### Filmes
| Ano  | Título               | Papel                         | Notas                 | Ref.          |
| ---- | -------------------- | ----------------------------- | --------------------- | ------------- |
| 2005 | Equal                | Kim Da-mi                     | curta-metragem        | [ 101 ]       |
| 2008 | Our School's E.T.    | Han Song-yi                   |                       | [ 102 ]       |
| 2008 | The ESP Couple       | Hyun-jin                      |                       | [ 103 ]       |
| 2008 | Scandal Makers       | Hwang Jung-nam / Hwang Jae-in |                       | [ 13 ]        |
| 2009 | If You Were Me 4     | Kim Hee-soo                   | segmento: Relay       | [ 104 ]       |
| 2011 | Rio                  | Jewel                         | voz, dublagem coreana | [ 105 ]       |
| 2012 | Don't Click          | Se-hee                        |                       | [ 22 ]        |
| 2012 | A Werewolf Boy       | Sun-yi / Eun-joo              |                       | [ 106 ]       |
| 2013 | Snow Queen           | Gerda                         | voz, dublagem coreana | [ 107 ]       |
| 2014 | Hot Young Bloods     | Park Young-sook               |                       | [ 32 ]        |
| 2015 | The Silenced         | Cha Ju-ran / Shizuko          |                       | [ 37 ]        |
| 2015 | Collective Invention | Ju-jin                        |                       | [ 108 ]       |
| 2015 | You Call It Passion  | Do Ra-hee                     |                       | [ 109 ]       |
| 2018 | On Your Wedding Day  | Hwan Seung-hee                |                       | [ 50 ]        |
| 2023 | Concrete Utopia      | Myung-hwa                     |                       | [ 58 ] [ 59 ] |

### Televisão
| Ano  | Título                    | Papel                          | Emissora | Ref.    |
| ---- | ------------------------- | ------------------------------ | -------- | ------- |
| 2006 | Secret Campus             | Cha Ah-rang                    | EBS      | [ 7 ]   |
| 2007 | Witch Yoo Hee             | young Ma Yoo-hee               | SBS      | [ 110 ] |
| 2007 | Mackerel Run              | Shim Chung-ah                  | SBS      | [ 111 ] |
| 2007 | The King and I            | Rainha Lady Yun jovem          | SBS      | [ 112 ] |
| 2008 | Jungle Fish               | Lee Eun-soo                    | KBS2     | [ 9 ]   |
| 2008 | Strongest Chil Woo        | Choi Woo-young (participação)  | KBS2     | [ 113 ] |
| 2008 | Star's Lover              | Lee Ma-ri jovem (participação) | SBS      | [ 114 ] |
| 2015 | Oh My Ghostess            | Na Bong-sun                    | tvN      | [ 39 ]  |
| 2017 | Strong Woman Do Bong-soon | Do Bong-soon                   | JTBC     | [ 48 ]  |
| 2019 | Abyss                     | Go Se-yeon e Lee Mi-do         | tvN      | [ 115 ] |
| 2021 | Doom at Your Service      | Tak Dong-Kyung                 | tvN      | [ 57 ]  |
| 2023 | Strong Girl Nam-soon      | Do Bong-soon                   | JTBC     | [ 116 ] |

### Webséries
| Ano  | Título                 | Papel         | Ref.    |
| ---- | ---------------------- | ------------- | ------- |
| 2023 | Daily Dose of Sunshine | Jung Da-eun   | [ 61 ]  |
| 2024 | Light Shop             | Kwon Young-ji | [ 117 ] |
| ASA  | Melo Movie             | Kim Moo-bi    | [ 118 ] |

### Programas de variedades e de rádio
| Ano  | Título                                             | Emissora     | Notas                                       | Ref.            |
| ---- | -------------------------------------------------- | ------------ | ------------------------------------------- | --------------- |
| 2006 | 선생님과 함께하는 5월 이야기                       | —            | Documentário (Massacre de Gwangju)          | [ 119 ]         |
| 2011 | 7-Day Miracle                                      | MBC          | Documentário (Epispodio 26)                 | [ 120 ]         |
| 2011 | KOICA's Dream – Peru                               | MBC          | Voluntária (projeto especial)               | [ 121 ]         |
| 2012 | KOICA's Dream – El Salvador                        | MBC          | Voluntária (projeto especial)               | [ 122 ]         |
| 2012 | Entertainment Relay                                | KBS          | Guerilla Date - segmento                    | [ 123 ]         |
| 2012 | Arirang Our Great Heritage                         | MBC          | MC                                          | [ 124 ]         |
| 2013 | Violence-Free School – Now It's Your Turn to Speak | KBS          | Documentário                                | [ 125 ]         |
| 2013 | Section TV                                         | MBC          | Rising Star - segmento                      |                 |
| 2013 | Law of the Jungle in New Zealand                   | SBS          | Cast member                                 | [ 126 ]         |
| 2013 | Get It Beauty – Self                               | OnStyle      | Bright Peach Make-up (no ar por uma semana) | [ 127 ]         |
| 2013 | KOICA's Dream – Indonésia                          | MBC          | Voluntária (projeto especial)               | [ 128 ] [ 129 ] |
| 2015 | Section TV                                         | MBC          | Star-ting - segmento                        | [ 130 ]         |
| 2015 | Entertainment Weekly                               | KBS          | Guerilla Date - segmento                    | [ 131 ]         |
| 2016 | We Kid                                             | Mnet         | Mentora                                     | [ 132 ] [ 133 ] |
| 2016 | KCON 2016 New York                                 | Mnet         | Apresentadora especial (com Im Si-wan)      |                 |
| 2018 | Cultwo Show                                        | SBS Power FM | participação como DJ                        | [ 134 ]         |

### Narração
| Ano  | Título                                             | Emissora    | Notas        | Ref.            |
| ---- | -------------------------------------------------- | ----------- | ------------ | --------------- |
| 2011 | KOICA's Dream – Peru                               | MBC         | Episódio 2   | [ 135 ]         |
| 2012 | Human Documentary Love                             | MBC         |              | [ 136 ]         |
| 2013 | Violence-Free School – Now It's Your Turn to Speak | KBS         | Documentário | [ 125 ]         |
| 2013 | Sunday Cinema                                      | Channel CGV |              | [ 137 ]         |
| 2013 | KOICA's Dream – Indonésia                          | MBC         |              | [ 128 ] [ 129 ] |

### Aparições em vídeos musicais
| Ano  | Canção                                          | Artista                    |
| ---- | ----------------------------------------------- | -------------------------- |
| 2007 | "Couldn't Help It" (오죽했으면)                 | Goo Jung-hyun              |
| 2007 | "Still Pretty Today" (오늘도 이쁜걸)            | Fly to the Sky             |
| 2008 | "가슴아 제발"                                   | Yuri                       |
| 2008 | "Between Love and Friendship" (사랑과 우정사이) | Park Hye-kyung             |
| 2011 | "Only I Didn't Know" (나만 몰랐던 이야기)       | IU                         |
| 2011 | "Fiction"                                       | Beast                      |
| 2013 | "That's My Fault" (슬픈 약속) (Drama ver.)      | Speed feat. Kang Min-kyung |
| 2013 | "It's Over" (Drama ver.)                        | Speed feat. Park Bo-young  |
| 2013 | "It's Over" (Dance ver.)                        | Speed                      |